# Руски воз
Руски воз је песма српске музичке групе Бајага и инструктори. Првобитно је објављена на албуму Продавница тајни, петом дугосвирајућем студијском издању ове групе, издатом 1988. године за ПГП РТБ.

## О песми
Песма је написана у Гомељу, током турнеје бенда по Совјетском Савезу, у лето 1987. године. Писање текста је Бајага започео у возу, на путу за Гомељ, у форми писма девојци Еми. Једне вечери, у хотелској соби Жике Миленковића, песма је довршена, уз пола литра вотке. Бајага је написао текст, а Жика музику.